# The Masterpiece

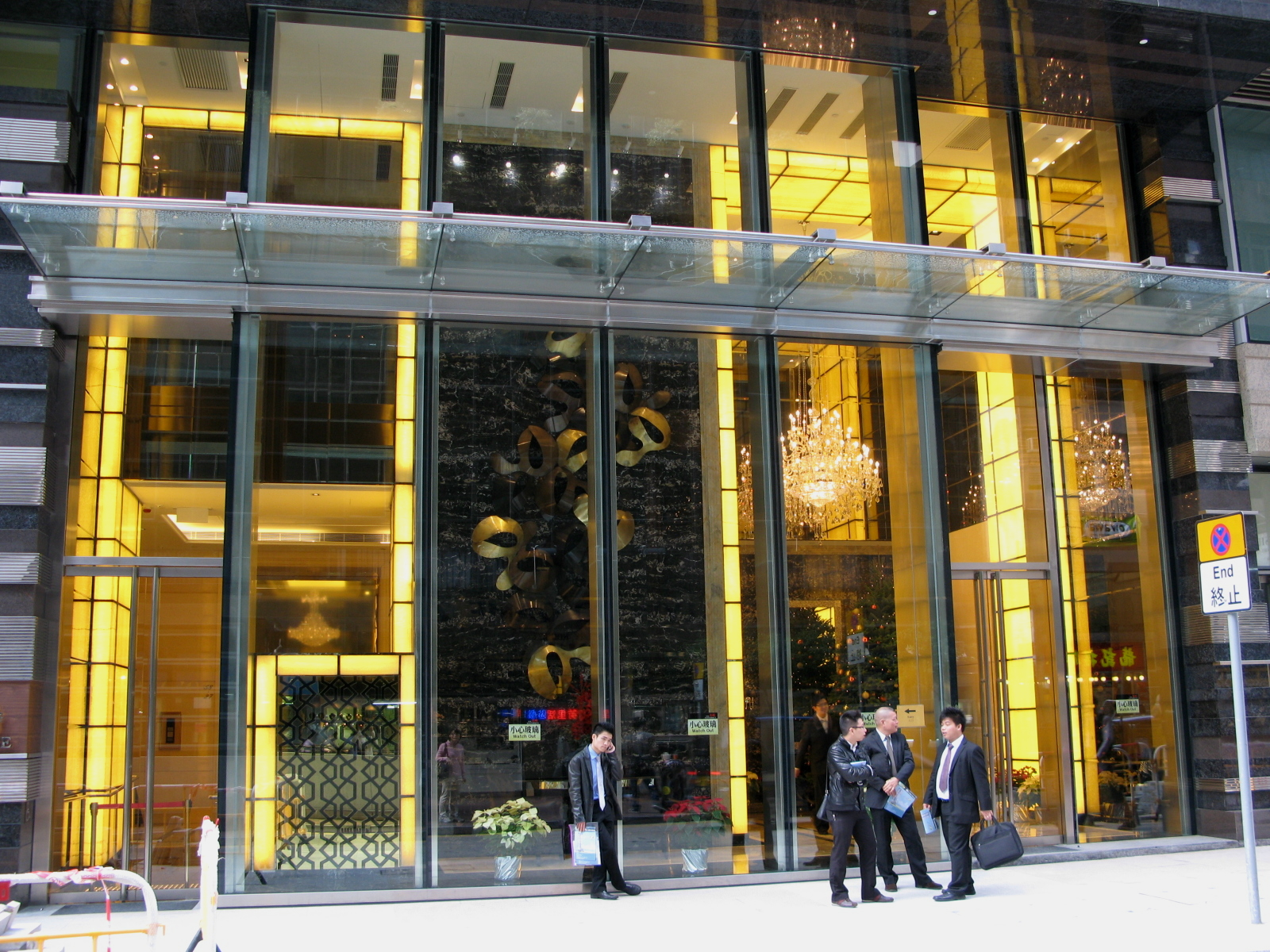
La entrada de The Masterpiece en Hanoi Road, Hong Kong.

The Masterpiece (Chino:名鑄) es un rascacielos de 64 plantas y 261 m de altura situado en Tsim Sha Tsui, Hong Kong. Alberga el centro comercial de 6 plantas K11. Hyatt Regency Hong Kong, Tsim Sha Tsui, que contiene 384 habitaciones y abrió el 2 de octubre de 2009, se localiza desde la Planta 3 hasta la Planta 24. 345 apartamentos ocupan las plantas 27 a la 67.
El proyecto fue desarrollado conjuntamente por New World Development y Urban Renewal Authority.